# Джарлинский
Джарли́нский — посёлок в Адамовском районе Оренбургской области. Входит в состав Адамовского поссовета.

## История
В 1966 г. Указом Президиума ВС РСФСР поселок отделения № 1 откормочного совхоза «Адамовский» переименован в Джарлинский.

## Население
| 2010 |
| ---- |
| 561  |